# Verre à shot

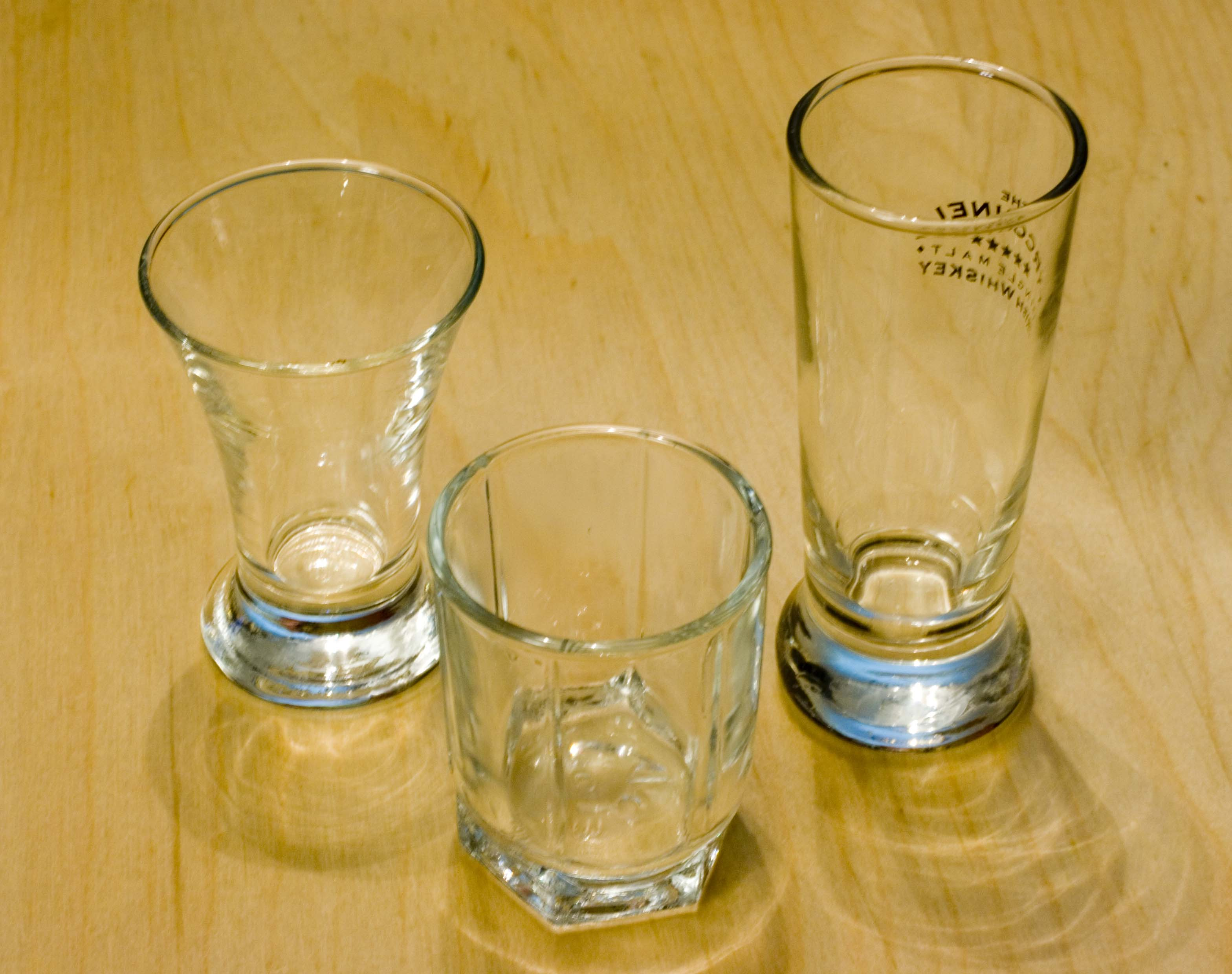
Trois verres à shot de tailles variées

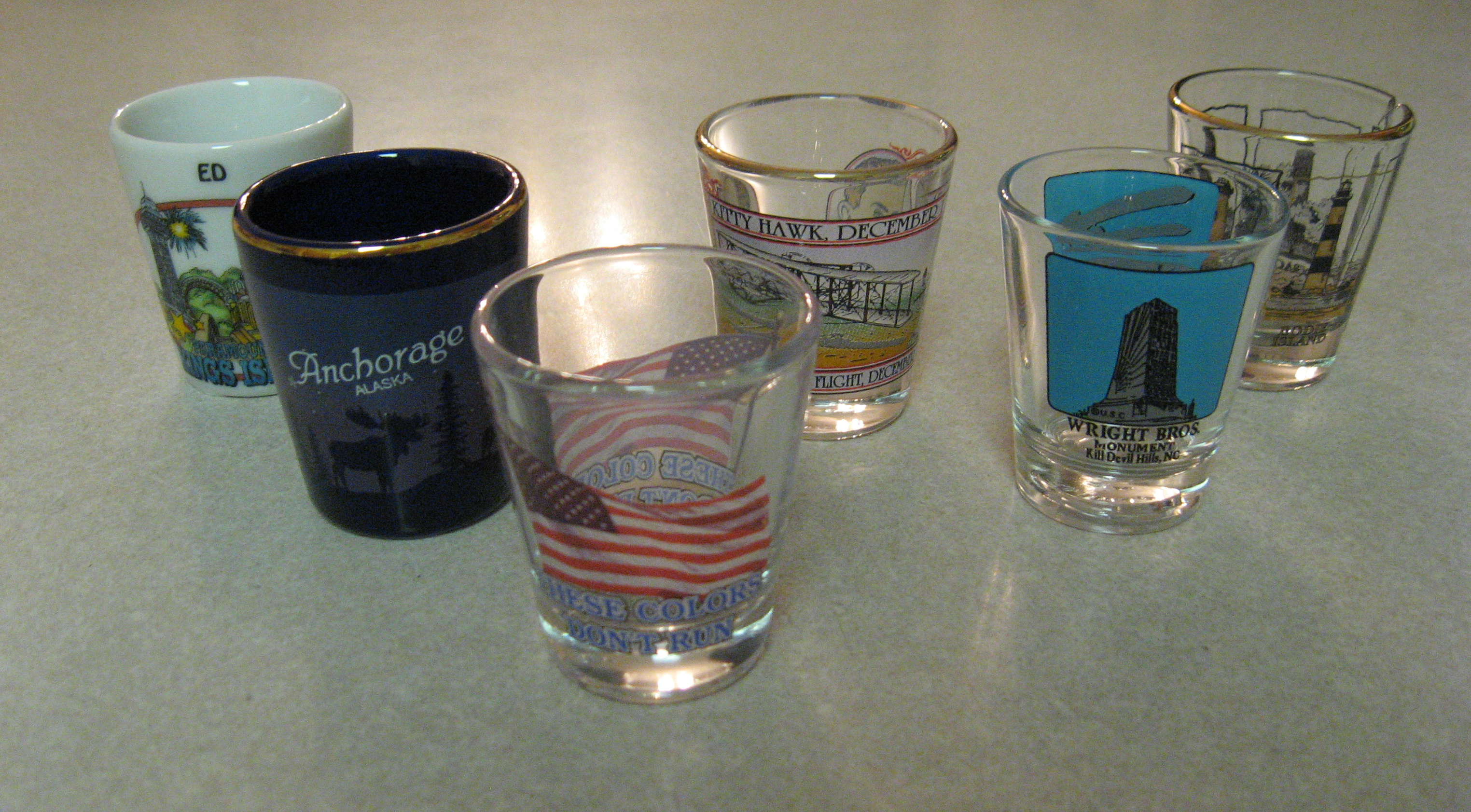
Des verres à shot de différentes formes

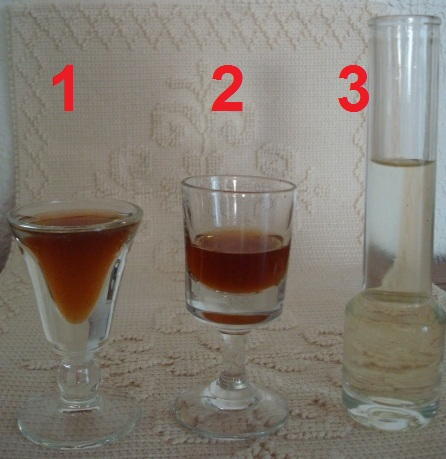
1 = « faux-cul » de 1 cL, 2 = normal de 2,5 cL, 3 = à vodka

Un verre à shot ou verre à shooter (parfois simplement shot) est un petit verre destiné à recevoir un alcool fort ou un cocktail de type « shooter ». 
Les verres à shot sont souvent décorés avec des publicités pour boisson, des images humoristiques ou touristiques. Ils font l'objet de collections au même titre que les verres à bière.

## Origine du nom
D'après le Oxford English Dictionary, le terme anglais « shot glass » est apparu pour la première fois dans le New York Times dans les années 1940. Mais les références à des petits verres destinés à servir du whisky ou du rhum remontent au moins au début du XIXe siècle.
Après la prohibition aux États-Unis, les anciens verres à whisky, plutôt fins, sont progressivement remplacés par des verres aux bords moins fragiles et à la base plus épaisse. Progressivement ce type de petits verres va se répandre.
En anglais, le mot « shot » peut signifier « dose » ou « petit montant ». Le nom de verre à shot s'expliquerait alors simplement par le fait qu'il contient une petite quantité d'alcool.
Une légende propose une explication plus romanesque à ce nom. Elle raconte qu'au temps du Far-West, les cow-boys peu fortunés se rendaient dans les saloons et troquaient des petites quantités d'alcool contre des cartouches. Le mot « shot » viendrait alors de là, puisque « shot » peut également signifier « coup de feu » en anglais.
Une autre histoire prétend que le mot « shot » vient originellement du nom de Friedrich Otto Schott, cofondateur de l'usine de verres Jenaer Glaswerk Schott & Genossen à Iéna, en Allemagne en 1884.

## Contenance
La contenance d'un verre à shot se situe en général entre 30 ml et 50 ml. Mais elle peut changer d'un pays à l'autre. Elle est ainsi de 30 ml en Australie ou en Inde, de 40 ml en Finlande ou en Suède, de 50 ml en Russie ou en Pologne. Au Royaume-Uni, un shot correspond à 25 ml ou 35 ml. Aux États-Unis, un shot contient généralement 44 ml. En Tchéquie, le shot est classiquement de 50 ml, mais les shots de 40 ml sont de plus en plus répandus. En Corée du Sud, en Italie ou en Israël, les shots sont souvent des verres de 60 ml.

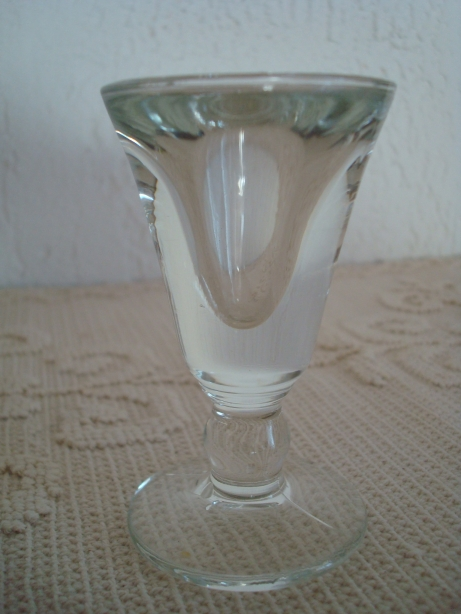
Verre « faux-cul » à liqueur

### Les faux-cul
Verre dont l'épaisseur des parois réduit la contenance à 1 centilitre, soit deux cuillères à café, contre 2,5 à 3 cl pour un verre à liqueur normal. Existe aussi en version verre de vin (région d'Auvergne).